# ۲۷ پائین
۲۷ پائین (به هندی: 27 Down) فیلمی محصول سال ۱۹۷۴ و به کارگردانی آواتار کریشنا کائول است. در این فیلم بازیگرانی همچون راکهی گولزار، ام.کی. راینا ایفای نقش کرده‌اند.